# Захомце
Захомце (словен. Zahomce) — поселення в общині Врансько, Савинський регіон, Словенія. 
Висота над рівнем моря: 586,6 м.